# Giuseppe Moro
Giuseppe Moro, detto Bepi (Carbonera, 16 gennaio 1921 – Porto Sant'Elpidio, 28 gennaio 1974), è stato un calciatore e allenatore di calcio italiano, di ruolo portiere.
Durante la sua carriera – discussa e controversa per la sfrontatezza con cui stava tra i pali, per i difficili rapporti con allenatori e dirigenti e per fatti legati alla presunta o effettiva vendita di partite – vestì le maglie di dieci squadre di club e fece parte della nazionale italiana al campionato del mondo 1950.
Considerato uno dei portieri più estrosi e spettacolari della storia del calcio italiano, molto apprezzato per la classe e l'appariscenza dei suoi interventi, era dotato di indubbie capacità fisiche e psicologiche che culminavano nei calci di rigore, la sua specialità: in Serie A riuscì a neutralizzarne 46 su 63. È anche ricordato per il suo rendimento altalenante e per le sue inspiegabili papere.

## Biografia
(Gianni Brera)

### Infanzia e adolescenza
Giuseppe Moro, figlio di Mosè e Luigia Callegher, nacque il 16 gennaio 1921 a Carbonera, nella periferia di Treviso. Primo di nove figli, di cui una sola femmina, da bambino odiava tutto ciò che riguardava la scuola, tranne un quaderno sulla cui copertina c'era un disegno di František Plánička in tuffo. Tifoso juventino sin da piccolo, con le prime monetine messe da parte comprò un pallone per la somma di dieci lire; andò solo e compiaciuto, visto che nessuno dei compagni volle seguirlo, a calciarlo nel campo del paese.
Frequentò i quattro anni di elementari a Carbonera; poi fu iscritto all'Istituto San Francesco, dove venne bocciato, perché la sua attenzione non era rivolta a quanto avveniva in aula, bensì alle partite di calcio che si svolgevano nel cortile della scuola; inoltre, anziché fare i compiti per casa, si dedicava alla lettura della Gazzetta dello Sport, di cui era appassionato; fu quindi mandato al Collegio Turazza, dove chiuse il secondo ciclo di studi. Terminati gli studi, si iscrisse in una scuola per corrispondenza e prese lezioni di armonio – attività che trascurò per impegnarsi esclusivamente nel calcio – per volontà del nonno, un importante commerciante del posto.
Il padre, come molti dei suoi compaesani, possedeva dei frutteti. Moro, non appagato dagli spazi dei suoi campi, si divertiva girando per gli altri frutteti, rubando frutta, inseguito dai contadini furibondi. Si era procurato una pertica con cui praticava una specie di salto con l'asta sui vigneti: gli stessi contadini, che venivano depredati, lo chiamavano cavalletta per i danni che faceva e per i suoi balzi spericolati. Un giorno Giuseppe Moro combinò un guaio e suo padre, furioso, lo inseguì, finché il figlio si trovò bloccato in una stanza, senza possibilità di scappare; erano al secondo piano e c'era la finestra aperta: Bepi si gettò nel vuoto, senza riportare alcun graffio, mentre suo padre, emulandolo, si ruppe il femore e rimase immobile per diverse settimane.

### La seconda guerra mondiale
Quando scoppiò la seconda guerra mondiale Moro fu chiamato alle armi e nel 1942 venne destinato all'Autocentro di Alessandria, svolgendo la mansione di autista aggregato in un reggimento di artiglieria. A pochi mesi dall'inizio del conflitto mondiale lasciò la caserma di Cristo, dove si trovava, e venne spostato in Sicilia, rimanendovi fino allo sbarco degli alleati. A Licata faceva l'autista di un camion dell'officina mobile pesante di assistenza ai carri armati. Gli attacchi aerei dei caccia erano frequenti, anche quando si trovava al volante; così Moro inchiodava il camion, gettandosi dalla cabina e facendo voli improvvisi di diversi metri per mettersi al riparo. A distanza di tanti anni lui stesso reputò questa miscela di terrore, riflessi e atletica un allenamento fondamentale per la sua carriera.
Il 9 settembre 1943, giorno seguente all'armistizio, scappò da Alessandria, dove era rientrato, travestendosi in borghese e indossando un cappellino per coprire i capelli rasati. Saltò su un treno, ma fu riconosciuto da alcuni tedeschi a Mortara, durante una sosta; mentre i tedeschi, distratti, raggruppavano altri italiani, lui si allontanò e balzò sul treno non appena questo ripartì, senza che i tedeschi se ne accorgessero. Grazie all'aiuto di un ferroviere arrivò prima a Milano, da dove successivamente raggiunse una famiglia di conoscenti a Lissone, trovando nascondiglio per un mese e mezzo. Quando si decise ad abbandonare il rifugio si vestì come gli operai addetti allo scarico dei pacchi di giornali alle stazioni e con il treno giunse a Treviso.

### La famiglia e le altre attività

Moro con due dei suoi figli

Nel 1944 Giuseppe Moro si fidanzò con Maria Tolot, una ragazza di Vittorio Veneto che l'anno successivo divenne sua moglie e dalla quale ebbe tre figli maschi e una femmina. La primogenita Mirella, nacque nel 1945; i figli Alberto e Maurizio, nati rispettivamente nel 1947 e nel 1952, sono stati calciatori a livello dilettantistico. L'ultimo figlio Flavio, nacque nel 1967. Suo cugino Ruggero Moro è stato 
ciclista professionista tra la fine degli anni trenta e l'inizio degli anni quaranta.
Trasferitosi a Roma nel 1953, si rovinò la vita, cadendo nelle tentazioni che la città gli offrì. Si comprò una fuoriserie, cominciò a frequentare i night e a giocare a poker, sperperando molti soldi. A Porta Pia comprò per 8 500 000 lire un bar, la cui gestione fu fallimentare: trovatosi costretto a lasciarlo in conduzione a un amministratore, perché rientrato in Veneto, la vigilia di Natale 1956 scoprì che l'immobile era stato affittato e poco dopo il locale chiuse per una truffa, portando a Moro un buco complessivo di oltre quindici milioni.
Il suo uso poco accorto del denaro lo portò a ritrovarsi, poco dopo il termine della carriera professionistica, con soli cinque o sei milioni di lire e una casa a Treviso, che fu costretto a vendere, dovendo mantenere moglie e figli senza un lavoro. Nello stesso periodo trovò una squadra di terza divisione fuori Treviso dalla quale percepiva 25 000 lire mensili, ricoprendo i ruoli di giocatore (attaccante) e allenatore. Nel 1958 Arturo Silvestri, allenatore del Treviso, gli propose di fare il suo secondo per 30 000 lire mensili, incarico che accettò. Nella stessa stagione 1958-1959 fece anche l'osservatore per il compaesano Gipo Viani, direttore tecnico del Milan, su concessione del presidente del Treviso Tesser; esperienza che non durò a lungo per alcune incomprensioni sugli acquisti.
Nuovamente senza lavoro, si rassegnò a vendere caramelle nei paesini della provincia; in quel periodo giocò anche per il Matteotti, squadra dilettantistica di Ponte di Piave, dove parò l'ultimo rigore della sua vita. Nel 1960, tramite amicizie, andò a Porto Sant'Elpidio, nelle Marche, per allenare il San Crispino in quarta serie, scendendo in campo in tredici occasioni, percependo 50 000 lire mensili. La stagione successiva gli fu raddoppiato lo stipendio. Al termine della seconda annata non fu riconfermato. Quindi nell'estate 1962 decise di dare l'esame per allenatore al Centro tecnico di Coverciano.
Dopo la prova di educazione fisica, passò a quella tecnica, dove trovò Alfredo Foni, suo allenatore alla Sampdoria, mentre all'esame di medicina non si fece trovare preparato e fu rimandato. Moro, depresso, in grandi difficoltà economiche, pensò al suicidio: scrisse una lettera ad Aldo Bardelli, confidandogli di volersi sparare; quest'ultimo gli rispose subito, scongiurandolo di non fare pazzie, promettendogli che avrebbe parlato con il presidente della federazione. Nel frattempo il San Crispino, dopo quindici giorni di sommosse dei tifosi e firme raccolte, decise di reingaggiare Moro per altri due anni; non godendo di ottimi rapporti con giocatori e dirigenti, Moro accettò controvoglia, solo per estrema necessità di denaro. Nell'agosto 1964, in preda alla disperazione, si rivolse alla Federazione a Roma e alla stessa AS Roma, in cerca di lavoro, senza fortuna.
Il segretario federale Bertoldi, comprendendo le sue difficoltà, gli donò subito 50 000 lire, con cui pagò l'albergo e spedì un contributo per la famiglia. Nei giorni successivi la moglie, tramite missiva, lo informò che in Tunisia erano disposti a offrirgli un posto da allenatore; Monaldi, allenatore italiano a Kef, aveva fatto il suo nome. Ricevuta la conferma dalla Tunisia, Moro fece ritorno a casa, grazie ad altre 50 000 lire avute da Bertoldi. Il 28 settembre 1964 si ripresentò da Bertoldi che gli consegnò 75 000 lire e il biglietto per il viaggio aereo. Allenò per un anno la squadra locale di Ebba Ksour, piccolo villaggio di 5 000 abitanti, per 150 dinari al mese, pari a circa 200 000 lire di allora, dovendo soffrire la solitudine.
Al secondo anno in Africa passò all'Olympique Béja, dove incontrò molti italiani e si trovò meglio. Teneva gli allenamenti della prima squadra e anche delle quattro giovanili, fino ai più piccoli, per un totale di 120 giocatori al suo seguito; inoltre si occupava anche delle pratiche societarie: per il suo grande impegno e sacrificio venne apprezzato e seguito da tutti. Nel 1965 fece ritorno in Italia, nelle Marche, riprendendo la professione di rappresentante di dolciumi, mentre in seguito lavorò, insieme alla moglie, anche in uno stabilimento per la produzione di scarpe. Morì il 28 gennaio 1974, a 53 anni, nella sua casa di Porto Sant'Elpidio, a causa di una malattia incurabile di cui soffriva da oltre un anno.

### Una vita disperata
Nell'autunno 1965, di ritorno dalla Tunisia, Moro si presentò alla redazione del Corriere dello Sport per incontrare il direttore Antonio Ghirelli, che lo affidò a Mario Pennacchia, il quale accolse il suo sfogo. Per giorni narrò la sua vita e la sua carriera, nel bene e nel male, svelando parecchi particolari scomodi, molti dei quali riguardanti la facilità con cui le partite venivano truccate negli anni cinquanta. Da questi incontri lo stesso Pennacchia pubblicò conseguentemente un racconto autobiografico in dieci puntate, fra il 16 novembre e il 1º dicembre, dal titolo Una vita disperata, uscito in terza pagina sullo stesso quotidiano, che riscontrò l'apprezzamento da parte dei lettori, i quali dimostrarono solidarietà nei confronti dell'ex portiere; tutte le puntate furono riprese fedelmente e racchiuse nella biografia La vita disperata del portiere Moro, uscita nel 2011.
(Mario Pennacchia, autunno 1965)

## Caratteristiche tecniche

Moro, in porta per i viola, esegue una parata plastica

Ritenuto uno dei portieri più estrosi e spettacolari della storia del calcio italiano, Moro disponeva di un repertorio inconfondibilmente personale, non ispirandosi a nessun altro collega italiano del passato. Il suo particolare stile coniugava acrobazie e teatralità: nei suoi interventi non si limitava all'efficacia del gesto tecnico, ma cercava gli applausi delle platee, anche sulle palle più insidiose. Quando i tiri non erano troppo impegnativi, invece, compiva salti vistosi, facendo apparire le sue parate più difficili di quanto non fossero realmente.
Calma, coraggio, sicurezza, freddezza, intuito, senso di posizione e rapidità di riflesso gli consentivano di opporsi con grande efficacia anche ai tiri più insidiosi. Talvolta, fidandosi troppo delle proprie abilità, eccedeva nella sua spavalderia, compiendo errori e sviste clamorose. A tal proposito Silvio Piola, che ebbe modo di sfidarlo in parecchie occasioni, disse di lui: «Mi impressiona la sua sicurezza quando sbaglia». Non era portato per le uscite sugli attaccanti lanciati a rete, circostanze in cui frequentemente mostrava indecisione, sbagliando la scelta dei tempi.
Le sue prestazioni erano anche frutto di meticolosa applicazione; infatti, studiava approfonditamente gli attaccanti e il loro modo di calciare, prestando attenzione a quale fosse il loro punto preferito della porta dove indirizzare il pallone. Durante un allenamento in Nazionale dimostrò ripetutamente di conoscere le intenzioni di quasi tutti i migliori tiratori, come se fosse lo stesso portiere a «comandare i loro piedi», disse scherzando. Moro aveva un fisico strano, in quanto soffriva di un'anomalia costituzionale che al minimo graffio o disturbo gli faceva venire la febbre.
(Dino Zoff)

### Lamarionetta

Lucca, 24 settembre 1950, Lucchese-Juventus (0-1). Due fermo-immagine dell'undicesimo minuto. John Hansen si appresta a battere un calcio di rigore contro Moro. Prima che il danese colpisca il pallone, il portiere accenna uno spostamento laterale sulla sua sinistra (sopra), per poi fiondarsi immediatamente dall'altra parte, respingendo il tiro (sotto).

Non erano rare le occasioni in cui assumeva atteggiamenti stravaganti, sconfinanti, secondo la stampa sportiva, nella follia. Quando decideva di voler umiliare gli attaccanti si esibiva nelle vesti della marionetta (o burattino) – come lo avevano nominato gli stessi giornalisti, notando indifferenza e impassibilità, per i movimenti che eseguiva simulando quelli di un pupazzo – le cui leziose abitudini erano bloccare i tiri violenti con una sola mano ed evitare tutti i tuffi che non fossero indispensabili; altresì, rimaneva spregiatamente fermo, con aria distratta, mentre l'avversario si trovava a pochi metri di distanza, non muovendosi nemmeno dopo che il tiro era partito se aveva calcolato – ed era bravissimo in questo – che il pallone avrebbe sfiorato il palo. Altre volte, invece, le scene erano opposte: il frenetico ed eccentrico Moro si impegnava in gesti irrazionali, il principale dei quali era recuperare il suo berrettino da ciclista che perdeva durante le uscite, dimenticandosi del gioco.

### I calci di rigore
La caratteristica per la quale divenne famoso era la sua bravura nel parare i rigori. Avvalendosi della sua eccezionale muscolatura e del suo singolare sistema nervoso, riservava situazioni stupefacenti. Moro sosteneva che se i rigoristi segnano, ingannando i portieri con le finte, allora i portieri possono parare se sono loro a ingannare con le finte i rigoristi; e così faceva sul campo, quando si gettava da un lato per ricadere dall'altro. Anche gli specialisti dagli undici metri erano oggetto di studio e preparazione, conoscenza che sfruttava al momento dei tiri.
Inoltre, la componente psicologica non era un aspetto secondario: con la sua audace personalità sapeva suggestionare i tiratori dal dischetto e quando ciò non bastava cercava di distrarli, attraverso atteggiamenti provocatori, facendoli innervosire e inducendoli a sbagliare. Riguardo a questo, secondo quanto affermato dal portiere trevigiano, «in Italia si era diffusa una sorta di psicosi che finì per favorirlo, a volte in modo decisivo». A suo dire «per avere molte probabilità di neutralizzare un rigore bisogna innanzitutto conoscere a fondo le caratteristiche del giocatore chiamato a batterlo, saperne la base tecnica e conoscerne gli spostamenti del tronco e delle gambe. Poi occorrono intuizione e uno scatto tremendo da fermo».

## Carriera

### Club

#### Le giovanili (1933-1937)
Nelle partitelle tra amici d'infanzia Moro, non particolarmente dotato con i piedi, si trovava sempre in porta, perché costretto dai compagni. Resosi conto dei suoi limiti e non essendo portato per nessun altro ruolo, decise quindi di fare il portiere. All'età di dodici anni cominciò a giocare nella Fortitudo, una squadra di Treviso, che chiedeva ai propri giovani calciatori una quota di una lira a settimana, regolarmente pagata dal nonno. Una volta arrivato al Treviso, dopo qualche anno in cui militò nelle giovanili, fece il debutto in prima squadra nel 1937, a soli sedici anni, nella partita Treviso Riserve-Arsa (5-1) di Prima Divisione, gara in cui fu anche promosso capitano.

#### Gli anni al Treviso, le parentesi a Padova, Alessandria e Venezia (1938-1947)

Il diciannovenne Giuseppe Moro difende i pali del Treviso (1940)

Nella stagione 1938-1939, arrivato nella squadra maggiore, nonostante le poche presenze, fu uno dei migliori giovani portieri del campionato di Divisione Nazionale. Nell'agosto 1941 Moro, senza apporre nessuna firma, venne ceduto, in cambio di tre calciatori e un conguaglio di 30 000 lire, al Padova che, trovandosi in abbondanza di portieri, lo rigirò in prestito alla squadra trevigiana.
Mentre si trovava ad Alessandria per ragioni militari, con la squadra locale disputò il suo primo campionato di Serie B: fu un'esperienza breve, terminata con lo spostamento di natura bellica impostogli in Sicilia. Fece il suo debutto in Coppa Italia il 20 settembre 1942 nei sedicesimi di finale Modena-Alessandria (2-0), mentre esordì in Serie B il 4 ottobre nell'1-1 sempre contro il Modena, gara in cui si mise in luce per diversi salvataggi. Di seguito, nelle restanti undici gare, fu protagonista, parando tre rigori.
Nel 1944, nel pieno svolgimento della guerra, non essendo vincolato a nessuna squadra per sua scelta, ritornò a giocare con il Treviso il campionato dell'Italia Settentrionale, che per i veneti terminò anzitempo a seguito del bombardamento di Venerdì Santo 7 aprile. La devastazione del capoluogo trevigiano rese impossibile praticare ogni tipo di sport e quindi Moro si spostò a Venezia per giocare con i neroverdi alcune partite amichevoli, tra le quali la Coppa Petron contro il Padova.
Nella stagione 1945-1946, con la ripresa effettiva dei campionati, Moro tornò a Treviso e in tutte le gare casalinghe fu battuto solamente due volte, in entrambe le occasioni da autoreti dei suoi compagni. Al termine del campionato era intenzionato a lasciare il Treviso, tra il dispiacere della società e dei tifosi. Tuttavia, avendo personalmente falsificato alcuni documenti societari per suoi capricci, fu costretto a rimanere con i trevigiani per un'altra stagione, accordandosi per 250 000 lire totali, in cambio del silenzio dei dirigenti. Fu questo il primo contratto della sua carriera.
I rapporti non idilliaci con il Treviso si ruppero definitivamente il 6 aprile 1947, quando si giocò Treviso-Lucchese (1-2). Pochi giorni prima uno zio di Mario Barluzzi informò Moro circa l'interessamento della Lucchese nei suoi confronti e la sera della vigilia lo presentò ad Aldo Olivieri, allenatore della squadra toscana; questi manifestò il suo apprezzamento per il portiere veneto e gli confidò che l'anno venturo lo avrebbe voluto in squadra; Moro rispose che il trasferimento sarebbe stato di suo gradimento, anche perché la Lucchese, prima in classifica, era fortemente indiziata a giocare in Serie A la stagione successiva ed ebbe la promessa di un premio di 100 000 lire, dietro assicurazione – da lui stesso ribattezzato «acconto del disonore» – che sarebbe andato a giocare a Lucca. I suoi compagni seppero immediatamente del colloquio – Moro non riuscì mai a spiegarsi come e da chi – così lo stesso 5 aprile si sparse la voce che Moro si era venduto la partita del giorno dopo. La sconfitta casalinga del Treviso, che era imbattuto nel proprio campo da quasi sei anni, secondo lo stesso Moro fu l'episodio dal quale iniziò la sua fama di giocatore corrotto che lo accompagnò per tutta la sua vita.

#### L'esordio in A con la Fiorentina (1947-1948)
Moro veniva definito e si definiva matto, per i suoi atteggiamenti nel terreno di gioco, ma anche per i comportamenti al di fuori del campo. Nel marzo 1948 ebbe la trovata di presentarsi in una redazione di un giornale, dicendo che avrebbe lasciato a breve la Fiorentina. Aveva ricevuto un'offerta molto vantaggiosa dall'Arsenal, alla quale non avrebbe rinunciato: questo fu quello che affermò ai giornalisti, i quali non esitarono a pubblicare la notizia, che ebbe eco anche fuori dall'Italia. Il giorno seguente tutti sapevano del suo trasferimento a Londra e la sede della società viola venne assalita, tra lo stupore di un Ugolini all'oscuro dei fatti, per avere informazioni in merito alla cessione del portiere. Poi si scoprì che era uno scherzo, che Moro ingegnò per prendersi gioco dei giornalisti, per il quale fu punito dalla società con tre settimane in panchina.
La Lucchese, con cui era in parola, non si fece più viva; Moro ebbe quindi dal Treviso il nulla osta per cercarsi una squadra, purché fosse disposta a sborsare sei milioni di lire. Un giorno venne a Treviso Duilio Rallo per definire la pratica del passaggio, avvenuto l'anno precedente, di Raoul Bortoletto dai biancocelesti alla Fiorentina. Rallo convinse anche il portiere: a metà luglio 1947 i due partirono per Milano, dove Moro si accordò con il presidente Ardelio Allori per un ingaggio di due milioni, oltre ai sei pattuiti con la società trevigiana.
Con i suoi nuovi compagni e con l'allenatore Ferrero ebbe subito ottimi rapporti, invece non entrò nelle simpatie del direttore sportivo Ugolini. L'esordio con i viola, il 14 settembre in Fiorentina-Roma 1-0, coincise con il debutto assoluto in Serie A, in cui fu determinante ai fini della vittoria. Moro apparve subito un acquisto indovinato, spesso figurando il migliore in campo e colpendo per il suo stile esteticamente piacevole; una delle rivelazioni del campionato e uno dei migliori portieri in assoluto della A, al punto di entrare nel giro della Nazionale a dicembre.
Nella seconda parte della stagione, pur continuando a fornire prestazioni molto pregevoli, alle volte superlative, Moro mostrò in alcune circostanze la sua propensione verso inspiegabili amnesie e incertezze, che costarono punti alla sua squadra. Il 6 giugno 1948, allorché la Fiorentina perse in casa 4-2 contro la Juventus, fu autore di una papera inverosimile: su un colpo di testa di Kincses bloccò agevolmente la palla, per poi lasciarsela sfuggire dentro la propria porta. Moro, insultato in occasione del primo gol bianconero da Ugolini, che era appostato dietro la porta, dichiarò di aver volutamente scagliato il pallone in rete pochi minuti dopo, ancora irritato dalle insolenze ricevute. La società lo mise fuori rosa e gli comminò una multa di 30 000 lire per il suo evidente calo di forma e il suo comportamento, ritenuto sospetto. Il procedimento, giudicato eccessivo dai quotidiani, per il quale il portiere presentò ricorso alla Federazione, durò una sola settimana e Moro rientrò tra i pali il 20 giugno nella partita Lazio-Fiorentina 5-0, palesando deconcentrazione e una pessima condizione, manifestatesi in interventi goffi.
A stagione conclusa, nonostante l'incompatibilità con Ugolini, la società gli prolungò il contratto di un anno, per la somma di un milione e 350 000 lire. I rapporti erano sempre tesi e, nonostante la conferma, la Fiorentina tentò di sostituirlo, cercando di trarne vantaggio economico. Una volta saputa la possibilità di uno scambio con Leonardo Costagliola, a pochi giorni dall'inizio del nuovo campionato, Moro si trasferì al Bari per l'ingaggio di 1 600 000 lire promessogli per la stagione 1948-49.

#### L'affermazione a Bari (1948-1949)

Firenze, 30 gennaio 1949. I portieri Costagliola e Moro, protagonisti di uno scambio di calciomercato pochi mesi prima, si ritrovano in campo.

Con i pugliesi, Moro terminò il campionato al terzultimo posto, dando un contributo fondamentale alla salvezza della squadra, attraverso numerose prestazioni esemplari, apprezzate dal pubblico e omaggiate altresì dalle ovazioni dei sostenitori delle squadre avversarie. Nelle 36 partite disputate, con 47 reti al passivo, non mancarono le indecisioni e gli svarioni, com'era sua consuetudine.
Mise subito in mostra la sua dote di pararigori, neutralizzandone tre consecutivi nelle prime tre giornate. Fece il suo esordio con la squadra biancorossa al primo turno di campionato, il 19 settembre 1948, nella gara Bari-Milan (0-2), in cui ben figurò, non solamente per aver parato un rigore calciato da Annovazzi. A distanza di sette giorni il copione fu lo stesso: Bari battuto nuovamente, a Genova contro la Sampdoria, e una gara da protagonista per il portiere veneto, che chiuse la sua ottima partita negando la rete dagli undici metri a Giuseppe Baldini, sulla cui violenta esecuzione riuscì a deviare in angolo grazie a un volo formidabile. Infine, completò la serie il 3 ottobre, quando nemmeno Blason fu capace di trasformare il penalty in Triestina-Bari (2-0).
Il 3 aprile 1949 disputò una gara memorabile nella vittoria per 2-1 contro la Juventus, al punto che la stampa sportiva lo decretava superiore al suo rivale Sentimenti IV, allora in forza proprio ai bianconeri. Furono due gli interventi considerevoli; il primo quando sventò un calcio di punizione di Rava indirizzato nell'angolo basso con un volo che, secondo Giuseppe Melillo, «di umano aveva ben poco» e con un notevole scatto di reni, guadagnandosi due minuti di incessanti applausi dal pubblico, che aveva in un primo momento avuto la percezione del gol; il secondo, a pochi minuti dalla fine, quando respinse in tuffo un rigore molto teso, calciato sempre da Rava.
Nel turno successivo, nonostante avesse la febbre a 39, scese in campo e fu decisivo nello 0-0 contro il Modena, parando un rigore a Maino Neri. Nel finale di campionato fece un'altra ottima partita contro il Grande Torino, il 24 aprile a Bari, opponendosi da solo agli attacchi dei granata, che non andarono oltre l'1-1, pochi giorni prima della tragedia di Superga; per la sua prova lodevole fu scelto a difendere i pali del Torino Simbolo, la selezione dei migliori calciatori del campionato italiano, nella sfida commemorativa del 26 maggio contro il River Plate.
L'interesse da parte delle società sul portiere trevigiano aumentava sempre più, anche grazie alle sue prime due pregevoli apparizioni in Nazionale. A partire dal mese di maggio Moro fu oggetto di un'asta, tra Lazio, Roma e Torino – le cui quotazioni, inizialmente fissate a 30 milioni di lire, salirono fino a superare i 50 milioni – conclusasi il 25 giugno, giorno in cui il presidente granata Novo, seguendo i consigli del direttore tecnico Copernico, si accordò con il collega Annoscia sulla cifra complessiva di 53 milioni, un sacrificio finanziario che non aveva precedenti nel calcio italiano, sul quale la stampa espresse indignazione e disgusto.
Nella sua unica stagione al Bari, Moro riuscì a neutralizzare 5 rigori in campionato, stabilendo un record che resisterà per oltre 60 anni: dapprima eguagliato da Renato Gandolfi e Luca Marchegiani, verrà battuto da Samir Handanovič, capace di pararne 6 nella stagione 2010-2011.

#### Al Torino per il dopo Superga (1949-1950)

Venezia, 11 settembre 1949, Venezia-Torino (0-1). Giuseppe Moro respinge un rigore calciato da Pietro Degano.

Delle tre possibilità presentategli, l'opzione granata era la meno desiderata da Moro, perché era chiamato a prendere il posto del compianto Valerio Bacigalupo nella stagione post-Superga, compito per il quale non si riteneva all'altezza. Esordì il 3 luglio 1949 a Barcellona, nella finale per il 3º posto della Coppa Latina Torino-Stade de Reims (5-3), disputando una buona gara, nonostante le tre reti subite. Di ritorno dalla Spagna, appena integrato in squadra, ebbe modo di creare attriti con Copernico e l'allenatore Bigogno per futili motivi. L'ingaggio di Moro, che pretendeva dieci milioni, fu definito solamente pochi giorni prima dell'inizio del campionato: quattro milioni e mezzo.
L'inizio di stagione, simile a quello dell'annata precedente a Bari, fu caratterizzato dalla parata di due penalty consecutivi nelle prime due partite. L'11 settembre 1949 il Torino vinse di misura per 1-0 contro il Venezia, allo Stadio Sant'Elena, grazie anche al rigore che Moro respinse a Pietro Degano, il quale fu messo in imbarazzo dalla pantomima del portiere: Moro cominciò buttando via il berretto; poi, appoggiato a un palo, si sfregò accuratamente le scarpe sul terreno; infine, eseguì gesti propiziatori con le dita rivolte al pallone, scandendo parole poco comprensibili. Il suo intervento fu molto difficile, nonostante il tiro dell'attaccante fosse centrale; infatti, essendo scattato alla sua sinistra, Moro, dovette sfruttare a pieno i suoi riflessi e il suo colpo di reni per bloccare lo scatto, piegarsi sulla destra e, aiutandosi con la mano e il piede, sventare il pericolo. Nella gara successiva, Torino-Novara (5-1), Piola si presentò dal dischetto e riuscì a spiazzare Moro grazie a una finta, ma quest'ultimo, alzando istintivamente la gamba, deviò il tiro con il ginocchio. Nei giorni seguenti alla gara contro il Novara, Moro, seduto a un tavolino del Bar Vittoria, bloccò la circolazione di via Roma, nel centro di Torino, tale fu la partecipazione dei torinesi. Si discuteva di rigori parati e se fossero merito dei portieri o demerito dei tiratori: a tal proposito il trevigiano disse quanto segue.
(Giuseppe Moro, settembre 1949)

Un allenamento di Bepi Moro a Torino

Secondo i racconti del portiere, avvenuti a distanza di tanti anni, fu accusato dai dirigenti granata di essersi venduto due partite, la prima delle quali il 30 ottobre 1949, Roma-Torino (3-1). In quel periodo Moro si svegliava spesso la mattina presto, perché gli risultava difficile dormire a lungo durante la notte; così quella domenica, levatosi alle sei, andò a fare una passeggiata, non volendo disturbare i compagni di stanza Santos e Nay, i quali invece informarono il presidente Novo della fuga di Moro. L'esito negativo della gara e un suo errore, derivato dalla sua voglia di strafare su una palla rischiosa, che originò uno dei gol, indussero Novo a pensare che il suo portiere fosse andato a trattare la vendita dell'incontro. Il 19 febbraio 1950, quando il Torino perse 6-1 a Busto Arsizio, contro la Pro Patria, fu Copernico a colpevolizzarlo. Al quarto minuto, con già due gol al passivo, fu offeso dal direttore tecnico, collocato dietro la porta, esattamente come avvenne due anni prima con Ugolini a Firenze. Si vendicò a modo suo, smettendo completamente di giocare e prendendo altre quattro reti, anche banali e secondo la stampa sportiva in maniera incomprensibile.
Moro rivelò di avere ricevuto due offerte per vendersi la partita Bari-Torino, all'andata e al ritorno. Prima della gara del 13 novembre venne a trovarlo un amico che aveva conosciuto a Bari l'annata precedente, proponendogli 600 000 lire per aggiustare l'incontro a favore dei pugliesi. Moro rifiutò e il Torino vinse 5-1. Il 23 marzo, tre giorni prima della gara di ritorno, la cifra aumentò, arrivando a un assegno pari a un milione di lire. Moro, ancora molto legato a Bari, si lasciò tentare e si fece consegnare il denaro. La domenica mattina però ci ripensò; andò da Copernico, chiedendo di essere tolto dalla formazione per ragioni affettive, evitando che, in caso di prova negativa, potessero nascere sospetti. La richiesta fu accolta e senza Moro il Torino pareggiò 1-1. Moro poi restituì i soldi.
Inoltre, sempre nel periodo di permanenza a Torino, gli fu affidato il compito di rintracciare un giocatore del Como che abitava a Torino per offrirgli un premio affinché perdessero con il Bari nella sfida del 21 maggio 1950. Ci fu una vera e propria trattativa, progettata da altri e conclusa da Moro, che concretizzò l'affare. Moro affermò di avere preparato una cresta da un milione e mezzo di lire, imbrogliando anche il giocatore. Tuttavia, l'accordo non si realizzò, visto che il Bari, andato in vantaggio, perse per 4-1.

Roma, 14 maggio 1950, Lazio-Torino (2-2). Moro risolve una mischia.

La stagione fu segnata da continui alti e bassi; tra febbraio e aprile ebbe il periodo più opaco, perdendo anche il posto di titolare in Nazionale, a favore di Sentimenti IV, con cui c'era un'accesa rivalità. Il 19 marzo nel derby della Mole commise diversi errori da principiante, risultando, suo malgrado, il responsabile della sconfitta per 4-3. Quando Muccinelli depositò in rete nei primi minuti, deviando un tiro di Præst indirizzato fuori dallo specchio della porta, Moro fece da spettatore, sicuro che avrebbe rimesso dal fondo. La sua complicità fu decisiva nel terzo gol bianconero, quando bloccò un tiro di Boniperti con una sola mano, per poi buttarlo dentro la propria porta con l'altra. La serie di interventi infelici, comprendente anche un paio di uscite sbagliate e rimediate solo grazie all'apporto dei difensori, terminò al 67', allorché un tiro svirgolato, senza pretese, di un Boniperti che scivolava, oltrepassò la linea di porta passando tra le gambe del portiere, mentre questi, anziché tentare la presa, lo fissava immobile.
Al termine del campionato, concluso con un sesto posto, Novo radunò tutti i suoi calciatori, per salutarli e ringraziarli; Moro – le cui brillanti prestazioni nel mese di maggio gli consentirono di mantenere uno dei tre posti per il campionato del mondo 1950 in Brasile –, a differenza dei compagni, non ricevette un trattamento benevolo, come regolarmente avvenne nel corso della stagione: fu aspramente criticato, reo, secondo le convinzioni del presidente, di aver rovinato la società. Fu deciso quindi di offrirne il trasferimento.

#### Lucchese (1950-1951)
Di ritorno dal Brasile Moro cercò di accordarsi con la Juventus, trovandosi in prima persona con il presidente Gianni Agnelli, il quale però non era intenzionato a spendere i 15 milioni che il Torino chiedeva. Lasciatosi alle spalle l'idea bianconera, per il portiere veneto, dopo gli interessamenti non troppo convinti di Genoa e Milan, ci fu un'azione seria da parte del Palermo. Consapevole di essere già stato ceduto alla società siciliana, Moro, ricevute le disposizioni da Novo, si trovò a Vicenza con il Principe Raimondo Lanza di Trabia e con il suo compaesano Gipo Viani, rispettivamente presidente e allenatore dei rosanero; poi si spostarono a Venezia, dove discussero e trovarono l'intesa, tralasciando solo alcuni dettagli da definire il giorno seguente, allorquando Viani raggiunse Moro a Treviso, comunicandogli però che nel frattempo Novo lo aveva venduto alla Lucchese. Era il 13 agosto 1950. Otto milioni al Torino e cinque milioni di ingaggio al calciatore.

Firenze, 1º ottobre 1950, Fiorentina-Lucchese (3-1). Moro (Lucchese) in tuffo.

La difesa della Lucchese, considerata una delle migliori del campionato, si rinforzò significativamente, avendo in Moro l'elemento di spicco, il cui apporto risultò fondamentale per la permanenza in Serie A della squadra. L'inizio di stagione del trevigiano fu contrassegnato da partite di pregevole livello, con un rigore parato al danese John Hansen; malgrado ciò la Lucchese collezionò un solo punto in tre gare, per le sconfitte con Genoa e Juventus e un pareggio con la Pro Patria. La sua serie di prestazioni positive s'interruppe presto; infatti il 1º ottobre 1950, nella quarta giornata, in Fiorentina-Lucchese (3-1), causa due grandi sviste, fu responsabile della sconfitta. L'estremo difensore tornò in forma nei mesi di novembre e dicembre; il 26 novembre, nella partita Lucchese-Torino (2-0) si segnalò per una parata da fuoriclasse: al 35' del primo tempo un veloce contropiede granata mise in seria difficoltà la difesa rossonera; Moro, nel tentativo di liberare in extremis, uscì di porta, mentre Antonio Giammarinaro, precedendolo, servì l'accorrente Carapellese che indirizzò molto preciso e angolato nello porta, rimasta sguarnita. Dalla distanza di circa cinque metri Moro arrestò la sua corsa e si tuffò all'indietro, con uno slancio tale da farlo sbattere contro la base del montante, riuscendo a deviare in angolo.
Nella seconda parte di stagione commise altri errori decisivi nella sconfitta contro il Bologna, quando fu complice in entrambe le reti dei rossoblu, nel 5-1 subito dal Milan, palesando uno stato confusionale, e nella rete subita contro il Napoli. Complessivamente la stampa giudicava comunque più che positiva la stagione di Moro e della retroguardia lucchese in generale.
Moro asserì di essere stato direttamente coinvolto in due distinti tentativi di combinare la partita Roma-Lucchese del 29 aprile 1951, rifiutandosi in entrambe le occasioni: nel primo episodio, verificatosi circa due settimane prima dell'incontro, gli venne proposta da un compagno la possibilità di guadagnare la somma di cinque milioni di lire, pari al suo stipendio annuale; il secondo frangente, avvenuto il giorno precedente alla partenza della squadra per Roma, riguardava invece favori sessuali che alcuni calciatori ricevettero, fatto denunciato dallo stesso Moro e dal compagno Bortoletto.

#### Sampdoria (1951-1953)

Torino, 23 novembre 1952, Juventus-Sampdoria (3-0). Il blucerchiato Moro si oppone in uscita bassa al tentativo del bianconero Ermes Muccinelli.

Come accaduto l'estate precedente, Moro cercò nuovamente di trovare un'intesa con l'avvocato Agnelli, andando a Torino sin dalla fine di maggio, mentre la sua squadra cercava gli ultimi punti per la salvezza, e svolgendo anche degli allenamenti con la Juventus. Le trattative con la società bianconera durarono una ventina di giorni, finché il 22 giugno 1951 venne ufficializzato il suo passaggio alla Sampdoria, che pagò 20 milioni alla Lucchese, garantendone quattro e mezzo come ingaggio annuale al calciatore.
Il 9 settembre 1951 Moro fece l'esordio con i blucerchiati nel 4-0 interno contro la Lazio. Nella prima parte di stagione alternò diverse ottime prestazioni a partite in cui i suoi errori costarono la sconfitta alla squadra: su tutte, le più negative furono Milan-Sampdoria (2-1) e Atalanta-Sampdoria (2-1). Nei mesi successivi palesò un ottimo stato di forma, al punto da essere considerato il migliore portiere italiano; fece anche ritorno stabile in Nazionale, da cui mancava dai mondiali brasiliani.
Moro conosceva l'astuzia di György Sárosi, con il quale ebbe modo di polemizzare e litigare già ai tempi del Bari e della Lucchese, quando era suo allenatore. Il 23 novembre 1952, prima della partita Juventus-Sampdoria, Moro fece notare al direttore di gara Jonni che il pallone con cui si doveva iniziare a giocare era irregolare e quindi lo stesso arbitro lo fece prontamente sostituire con uno regolamentare. Il portiere blucerchiato sapeva che la Juventus giocava con un pallone più piccolo per trarre ulteriore vantaggio dalla superiorità tecnica dei suoi giocatori. Successivamente, Præst, alla battuta di un calcio d'angolo, mostrò il pallone sgonfio all'arbitro, ottenendo il cambio del pallone. Moro scatenò una rissa, sostenendo animatamente che il pallone era stato bucato volontariamente dall'allenatore dei bianconeri, il quale preferiva quello usato nel prepartita. Le proteste di Moro – che per l'occasione fu anche deriso dai giornali – e dei suoi compagni furono inutili. Solamente dopo, un'indagine portò alla conclusione di Moro.
Il 3 febbraio 1952 allo Stadio Nazionale, con il risultato fermo sullo 0-0, la Lazio ebbe la possibilità di sbloccare la partita con un tiro dal dischetto di cui si incaricò il turco Şükrü Gülesin. Moro, percependo il nervosismo e la fretta a calciare dell'attaccante, tergiversò deliberatamente per aumentarne l'irritazione e la rabbia cominciando una sceneggiata: buttò i guanti in fondo alla rete e poi li riprese, dopo gettò il berrettino e fece lo stesso, mentre Şükrü scalpitava e si innervosiva; per tre o quattro volte Moro fece finta di essere pronto, girando invece le spalle all'attaccante; quando anche l'arbitro Carpani non ne poté più, gli impose di stare in porta, Şükrü prese una rincorsa di una decina di metri e scagliò il pallone altissimo. Da quel giorno per il turco iniziò un vistoso calo di rendimento, dal quale non riuscì più a riprendersi. Il 20 aprile 1952 nella gara Sampdoria-Bologna (2-1), a undici minuti dallo scadere, venne concesso un calcio di rigore ai rossoblu, i quali potevano quindi pareggiare. Nessuno voleva assumersi la responsabilità di sfidare Moro dagli undici metri, nemmeno lo specialista Gino Cappello, e quindi si misero a fare la conta. L'incombenza toccò a Ballacci che calciò abbondantemente fuori, mentre Moro non si era nemmeno mosso. In quest'ultima gara Moro confessò di aver percepito il suo primo premio illecito – promessogli per vincere la partita – corrispondente a 60 000 lire, recapitategli per conto di una squadra impegnata nella lotta salvezza, diretta concorrente della società rossoblu.
Pochi giorni prima della partita Sampdoria-Lucchese (1-1) dell'11 maggio 1952, Moro fu raggiunto da un suo amico, conosciuto la stagione precedente a Lucca, che gli chiese di aiutare la società toscana, in forte difficoltà. Il portiere veneto, a sette giorni esatti dall'impegno azzurro contro l'Inghilterra, declinò ogni proposta, non volendo rischiare nulla.
Un altro episodio d'illecito, durante il periodo blucerchiato, narrato da Moro è quello consumatosi nel quart'ultimo turno di campionato, in Padova-Sampdoria (2-1) del 1º giugno. Qualche sera prima della partita, mentre Moro si trovava a Treviso da giorni, si presentò a casa sua un amico che lo convinse a recarsi in un ristorante della zona, dove lo attendevano alcuni padovani. Essi chiesero al portiere di favorire i loro prossimi avversari, offrendo la somma di mezzo milione di lire per ognuno dei cinque sampdoriani che si sarebbero resi complici, quattro dei quali scelti dallo stesso Moro. Tornato a Genova, Moro coinvolse quattro compagni, che vollero in pegno quattro assegni da 200 000 lire, prontamente consegnati dallo stesso portiere. Sempre seguendo il racconto di Moro, egli disputò un'ottima partita e fu insultato dai suoi quattro compagni per aver parato anche un rigore; la sua prova non fu comunque sufficiente a evitare la sconfitta e il Padova vinse per 2-1. In passivo di 800 000 lire, si ripresentò dai padovani, i quali prima si opposero duramente e poi diedero solamente due milioni di lire a Moro, sotto la minaccia che quest'ultimo avrebbe rivelato i loro nomi. Un altro milione dovette darlo all'amico: tornato a Genova con solo un milione, lo spartì con i suoi compagni che si accontentarono delle 200 000 lire già ricevute. Per la penultima gara Udinese-Sampdoria venne a sapere che c'erano dei premi da mezzo milione di lire che alcune società avrebbero elargito qualora i blucerchiati avessero battuto i friulani, impegnati nella lotta per non retrocedere. I compagni di Moro rifiutarono, ma fu ricompensato con 100 000 lire, nonostante la vittoria dei bianconeri per 2-0, per evitare che potesse parlare.

Genova, 5 aprile 1953, Sampdoria-Pro Patria (1-0). Moro in una curiosa, ma non rara, situazione: mentre si svolge una pericolosa mischia davanti alla sua porta, si preoccupa di recuperare il cappellino che ha appena perso.

La stagione per la Sampdoria si concluse con un settimo posto in campionato e Moro disputò tutte le 34 partite. Nella seconda stagione doriana Moro raggiunse un livello notevole di classe e di forma, meravigliando ripetutamente il pubblico, primeggiando nonostante la concorrenza di molti validi portieri, quali Giorgio Ghezzi (Inter), Giovanni Viola (Juventus), Lorenzo Buffon (Milan), Giuseppe Casari (Napoli), Leonardo Costagliola (Fiorentina), Ottavio Bugatti (SPAL) e Sentimenti IV (Lazio). Tra le tante partite, memorabile fu Sampdoria-Napoli (0-0) del 21 settembre 1952: in quella gara, la seconda del campionato, Moro compì diverse parate in situazioni compromesse, annullando il centravanti svedese Hasse Jeppson, che il Napoli aveva appena acquistato per la cifra record di 105 milioni, tra lo stupore degli spettatori che lo omaggiarono a lungo al termine dell'incontro.
Moro fu incaricato di addomesticare la partita Sampdoria-Milan (2-1) del febbraio 1953: doveva fare perdere il Milan, avendo a sua disposizione un milione e mezzo di lire. Nessuno dei suoi amici rossoneri volle collaborare, ma assicurò comunque che la combine era fatta. Nonostante la sconfitta del Milan, al momento di riscuotere il denaro concordato, gli fu contestato il fatto che gli avversari ce l'avevano messa tutta e quindi non ricevette nulla.
Il 3 maggio 1953, nella gara Sampdoria-Udinese, si rese protagonista di una stravaganza, trasformatasi in prodezza, inventandosi attaccante. A pochi minuti dallo scadere, con l'Udinese avanti per 1-0, stanco della sterilità offensiva dei suoi compagni, anziché battere la rimessa da fondo campo, chiamò a gran voce il centravanti Alberto Galassi, per dargli la sua maglia nera da portiere e indossare la numero 9, posizionandosi ala destra; subito dopo fu proprio Moro a propiziare, con un'azione personale, la rete del pareggio di Oliviero Conti. Dopodiché, fra gli applausi del pubblico, ritornò fra i pali.
Tra le tante rivelazioni di Moro c'è anche un premio girato agli avversari. Il 31 maggio 1953, all'ultima giornata, fu promesso ai sampdoriani un premio salvezza, i quali di loro iniziativa lo proposero ai loro avversari del Palermo, affinché li lasciassero vincere. Terminò 4-1 per la Sampdoria che evitò il rischio della Serie B.
Come avvenuto nella stagione precedente, non mancò a nessuna delle 38 gare di campionato.

#### Roma (1953-1955)

Roma, 27 settembre 1953. Roma-Udinese 3-0. Giuseppe Moro neutralizza un rigore di Johannes Pløger.

A fine giugno 1953 il trentaduenne Moro passò alla Roma per 40 milioni di lire, trovando un accordo con la società capitolina per un contratto biennale da nove milioni complessivi. Appena arrivato, partì con i nuovi compagni per il Venezuela, dove disputarono una breve tournée contro Corinthians, Caracas e Barcellona. Moro, già conosciuto in Sudamerica per aver partecipato ai mondiali brasiliani, fu molto apprezzato, aumentando la sua popolarità grazie anche a queste partite. Ottimo fu il suo inizio di campionato: parò un rigore a Pløger (Udinese) e uno a Busnelli (Spal), fornendo prestazioni di spessore. La retroguardia romanista appariva molto più sicura: era nuovamente il miglior portiere del campionato.
Il 7 febbraio 1954, in Roma-Fiorentina (1-2), disputò la sua 108ª partita consecutiva di campionato. Quel giorno – dopo diverse partite opache in cui si dimostrò incerto e inaffidabile per i suoi atteggiamenti spavaldi e troppo confidenziali, che costarono punti alla squadra – la serie si interruppe, perché l'allenatore Carver decise di metterlo fuori squadra, preferendogli il giovane Albani; fu esplicitamente accusato di essersi venduto la partita. La stessa notte di Roma-Fiorentina, mentre era a letto, gli fu rubata l'Alfa 1900 che aveva appena comprato; svegliato da una telefonata, si mise alla ricerca con un amico a bordo di un'altra vettura, riuscendo anche a trovarla, ma il tentativo di inseguimento dei due ladri fu vano. Demoralizzato dalla sua esclusione per sette partite consecutive, valutò anche la possibilità di ritirarsi dal calcio professionistico per passare al Chinotto Neri, squadra romana di categorie inferiori, potendosi anche occupare del bar che aveva aperto a Roma. Moro rivelò che in realtà non si era trattato di un'esclusione così prolungata, ma di un suo rifiuto di giocare, perché affranto da diverse delusioni, tra le quali anche il furto dell'automobile.
Giuseppe Moro fu chiamato in causa nel tentativo di truccare l'incontro Roma-Juventus (1-1) del 25 aprile 1954. Prima della partita la classifica vedeva i bianconeri al comando con 41 punti, seguita da Inter e Fiorentina a quota 40. Con un successo la Juventus avrebbe potuto allungare, poiché i nerazzurri avevano una trasferta difficile a Udine, occasione ideale per una frode sportiva. Pochi giorni prima che i bianconeri partissero, un certo signor Bianchi si presentò a Gianni Agnelli, qualificandosi come il cognato di Moro, dicendo che il portiere aveva urgente bisogno di denaro per coprire le spese del bar che aveva appena avviato. Assicurò che per un milione e 250 000 lire il portiere veneto avrebbe cercato di favorire gli avversari. Al momento della proposta era presente, invitato in qualità di testimone, il signor Zambelli, membro della Lega. Agnelli, che precedentemente si era finto interessato all'interlocutore, si affrettò a denunciare il fatto alla Lega e alla Roma. La domenica, negli spogliatoi della Roma, poco prima del calcio d'inizio, entrò improvvisamente il presidente Sacerdoti, esprimendosi così ai suoi giocatori: 

Giuseppe Moro durante un allenamento allo Stadio Torino nell'inverno 1953

Moro giocò la partita in modo da annullare ogni sospetto, risultando tra i migliori in campo. Nei giorni seguenti Sacerdoti radunò tutti a casa sua, rivelando che l'indiziato era proprio Moro, tra lo stupore del diretto interessato. Dopo alcuni mesi e approfondite indagini, la vicenda fu archiviata dalla Lega, non ritenendo colpevole nessun tesserato, attribuendo la responsabilità dell'accaduto a elementi estranei che non agivano per conto di società. Moro rivelò in seguito di ricordarsi che durante quella settimana, sia lui in ritiro, sia la moglie a casa, ricevettero diverse strane telefonate, alle quali non diede importanza, da parte del segretario della Lega Pierangeli, che chiedeva loro: «Moro, c'è un tuo cognato che vuole un biglietto per la partita. Debbo darglielo?» Solamente dopo comprese che era sotto controllo.
Moro confessò di aver ricevuto due offerte per vendersi i due derby Roma-Lazio della stagione 1953-1954, rispettivamente per un milione e mezzo e per due milioni di lire, ma non intascò nulla perché in entrambe le occasioni la Lazio non vinse. All'andata fu ricompensato comunque di 100 000 lire, a suo dire per il timore che potesse aprire bocca. Analogamente fallì il tentativo di truccare Roma-Sampdoria (3-1) del 2 maggio 1954, avanzato da due calciatori sampdoriani che gli avevano fatto visita.
Moro non godeva più della fiducia della società e quindi cercava un'altra sistemazione. Secondo i suoi racconti la Lazio era disposta a ingaggiarlo, così la Roma lo confermò, temendo il suo passaggio in biancoceleste. Nella stagione 1954-1955 Carver decise di tenere in competizione i suoi due portieri Moro e Albani, preferendo alle volte quest'ultimo. Tra le sue prodezze contro i rigoristi si ricordano il rigore parato al capitano del Bologna Ballacci, che non riuscì quindi a riscattarsi dall'errore di tre anni prima, e il secondo rigore parato a Liedholm del Milan in meno di un anno. Il 15 maggio 1955 nella partita Udinese-Roma (1-0) subì l'unico infortunio della sua carriera e fu costretto ad abbandonare il campo a venti minuti dalla fine per uno strappo muscolare.
L'ultima apparizione di Moro con i colori giallorossi fu Roma-Vojvodina (4-5) del 4 luglio 1955, valida per la Coppa Mitropa, partita in cui la difesa fornì una pessima prestazione. Nel secondo tempo la Roma, in vantaggio per 4-1, subì nell'ultima mezz'ora quattro reti da Zdravko Rajkov, un attaccante intelligente che aveva capito che quel giorno nella porta di Moro si poteva tirare da tutte le posizioni. Su tutti, evidente fu la responsabilità del portiere che fu fischiato e assalito da lancio di proiettili dai tifosi e multato dalla società per 300 000 lire. Nel frattempo era stato acquistato dal Modena il portiere Luciano Panetti, facendo intendere che Moro non avrebbe giocato la stagione seguente.

#### Il ritorno in B con il Verona (1955-1956)

Moro durante la stagione al Verona

Lasciata Roma, Moro firmò un contratto di due anni con il Verona, in Serie B, per cinque milioni annui, ma dopo la prima stagione in cui fu impiegato poco non venne riconfermato, ricevendo una buona uscita di un altro milione. Terminò quindi l'attività agonistica, totalizzando complessivamente 271 presenze in Serie A e 67 in Serie B.

### Nazionale
Moro ricevette la prima convocazione in Nazionale A in occasione di una seduta di allenamento tenutasi il 5 dicembre 1947 a Vercelli. Vittorio Pozzo lo convocò per la prima volta nell'Italia B nel febbraio 1948, allorché la selezione azzurra disputò un'amichevole contro il Bellinzona. Diverse furono le chiamate nella Nazionale cadetta anche nel 1949, quando per lo più partecipò ad allenamenti e partite non ufficiali.

Moro (in piedi, secondo da destra) in nazionale nel 1952

L'esordio in maglia azzurra fu il 12 giugno 1949 a Budapest, Ungheria-Italia (1-1). Alla vigilia fu diramata la formazione, con la novità Moro tra i pali, scelta che fu dettata dall'ottimale stato di forma del portiere, ritenuto dai componenti della Commissione Tecnica in grado di compiere gesti tecnici pregevoli. Il portiere del Bari si mise in mostra, risultando il migliore in campo e facendo parlare di sé positivamente.
Il 30 novembre 1949 fu la volta della seconda partita in azzurro, contro l'Inghilterra, considerata in quel momento la squadra nazionale più forte del mondo. A Londra Moro resistette per 76 minuti ai numerosi e pericolosi attacchi dei britannici, capitolando solo nel finale quando, complice la scarsa visibilità dovuta all'oscurità e alla nebbia improvvisa, fu battuto due volte. Lo stesso portiere raccontò di avere compiuto, secondo il suo parere, la parata più inverosimile della sua carriera, respingendo un tiro violento e preciso di Stan Mortensen eseguito a pochi metri dalla linea di porta.
Negli appuntamenti successivi, validi per la preparazione al mondiale sudamericano, causa la non brillante condizione, fece la riserva di Sentimenti IV. Sentimenti fu titolare anche in Brasile, ma dopo la prima sconfitta contro la Svezia e con l'Italia già eliminata alla prima fase fu schierato Moro nella seconda, ultima e ininfluente gara contro il Paraguay. Dopo il Brasile i componenti della Commissione Tecnica, i quali nutrivano dubbi sulla moralità del portiere trevigiano, preferirono puntare sul più giovane Casari.
Grazie alle ottime prestazioni con la maglia blucerchiata ritornò regolarmente il portiere titolare, finché nell'ottobre 1953 un suo rifiuto alla convocazione del commissario tecnico Czeizler per l'Italia B ne decretò l'addio in azzurro.

## Statistiche

### Presenze e reti nei club
| Stagione         | Squadra          | Campionato       | Campionato | Campionato | Coppe nazionali | Coppe nazionali | Coppe nazionali | Coppe continentali | Coppe continentali | Coppe continentali | Totale | Totale |
| Stagione         | Squadra          | Comp             | Pres       | Reti       | Comp            | Pres            | Reti            | Comp               | Pres               | Reti               | Pres   | Reti   |
| ---------------- | ---------------- | ---------------- | ---------- | ---------- | --------------- | --------------- | --------------- | ------------------ | ------------------ | ------------------ | ------ | ------ |
| 1937-1938        | Treviso Riserve  | PD               | 1+         | ?          | ?               | ?               | ?               | -                  | -                  | -                  | 1+     | ?      |
| 1938-1939        | Treviso          | C                | 4          | ?          | ?               | ?               | ?               | -                  | -                  | -                  | 4+     | ?      |
| 1939-1940        | Treviso          | C                | 8          | ?          | ?               | ?               | ?               | -                  | -                  | -                  | 8+     | ?      |
| 1940-1941        | Treviso          | C                | 26         | ?          | CI              | 1+              | ?               | -                  | -                  | -                  | 27+    | ?      |
| ago. 1941        | Padova           | -                | -          | -          | -               | -               | -               | -                  | -                  | -                  | -      | -      |
| 1941-1942        | Treviso          | C                | 30         | -33        | ?               | ?               | ?               | -                  | -                  | -                  | 30+    | -33    |
| 1942-1943        | Alessandria      | B                | 12         | -25        | CI              | 1               | -2              | -                  | -                  | -                  | 13     | -27    |
| 1944             | Treviso          | AI               | 11         | -9         | -               | -               | -               | -                  | -                  | -                  | 11     | -9     |
| 1945-1946        | Treviso          | B-C-AI           | 21         | ?          | -               | -               | -               | -                  | -                  | -                  | 21     | ?      |
| 1946-1947        | Treviso          | B                | 40         | -41        | -               | -               | -               | -                  | -                  | -                  | 40     | -41    |
| Totale Treviso   | Totale Treviso   | Totale Treviso   | 140        | ?          |                 | 1+              | ?               |                    | -                  | -                  | 141+   | ?      |
| 1947-1948        | Fiorentina       | A                | 38         | -52        | -               | -               | -               | -                  | -                  | -                  | 38     | -52    |
| 1948-1949        | Bari             | A                | 36         | -47        | -               | -               | -               | -                  | -                  | -                  | 36     | -47    |
| 1949-1950        | Torino           | A                | 32         | -65        | -               | -               | -               | CL                 | 1                  | -3                 | 33     | -68    |
| 1950-1951        | Lucchese         | A                | 37         | -53        | -               | -               | -               | -                  | -                  | -                  | 37     | -53    |
| 1951-1952        | Sampdoria        | A                | 38         | -40        | -               | -               | -               | -                  | -                  | -                  | 38     | -40    |
| 1952-1953        | Sampdoria        | A                | 34         | -43        | -               | -               | -               | -                  | -                  | -                  | 34     | -43    |
| Totale Sampdoria | Totale Sampdoria | Totale Sampdoria | 72         | -83        |                 | -               | -               |                    | -                  | -                  | 72     | -83    |
| 1953-1954        | Roma             | A                | 27         | -35        | -               | -               | -               | -                  | -                  | -                  | 27     | -35    |
| 1954-1955        | Roma             | A                | 28         | -29        | -               | -               | -               | -                  | -                  | -                  | 28     | -29    |
| Totale Roma      | Totale Roma      | Totale Roma      | 55         | -64        |                 | -               | -               |                    | -                  | -                  | 55     | -64    |
| 1955-1956        | Verona           | B                | 15         | -26        | -               | -               | -               | -                  | -                  | -                  | 15     | -26    |
| Totale carriera  | Totale carriera  | Totale carriera  | 438+       | -498+      |                 | 2+              | -2+             |                    | 1                  | -3                 | 441+   | -503+  |

### Cronologia presenze e reti in nazionale
| Cronologia completa delle presenze e delle reti in nazionale ― Italia | Cronologia completa delle presenze e delle reti in nazionale ― Italia | Cronologia completa delle presenze e delle reti in nazionale ― Italia | Cronologia completa delle presenze e delle reti in nazionale ― Italia | Cronologia completa delle presenze e delle reti in nazionale ― Italia | Cronologia completa delle presenze e delle reti in nazionale ― Italia | Cronologia completa delle presenze e delle reti in nazionale ― Italia | Cronologia completa delle presenze e delle reti in nazionale ― Italia |
| Data                                                                  | Città                                                                 | In casa                                                               | Risultato                                                             | Ospiti                                                                | Competizione                                                          | Reti                                                                  | Note                                                                  |
| --------------------------------------------------------------------- | --------------------------------------------------------------------- | --------------------------------------------------------------------- | --------------------------------------------------------------------- | --------------------------------------------------------------------- | --------------------------------------------------------------------- | --------------------------------------------------------------------- | --------------------------------------------------------------------- |
| 12-6-1949                                                             | Budapest                                                              | Ungheria                                                              | 1 – 1                                                                 | Italia                                                                | Coppa Internazionale                                                  | -1                                                                    |                                                                       |
| 30-11-1949                                                            | Londra                                                                | Inghilterra                                                           | 2 – 0                                                                 | Italia                                                                | Amichevole                                                            | -2                                                                    |                                                                       |
| 2-7-1950                                                              | San Paolo                                                             | Paraguay                                                              | 0 – 2                                                                 | Italia                                                                | Mondiali 1950 - 1º turno                                              | -                                                                     |                                                                       |
| 25-11-1951                                                            | Lugano                                                                | Svizzera                                                              | 1 – 1                                                                 | Italia                                                                | Coppa Internazionale                                                  | -1                                                                    |                                                                       |
| 24-2-1952                                                             | Bruxelles                                                             | Belgio                                                                | 2 – 0                                                                 | Italia                                                                | Amichevole                                                            | -2                                                                    |                                                                       |
| 18-5-1952                                                             | Firenze                                                               | Italia                                                                | 1 – 1                                                                 | Inghilterra                                                           | Amichevole                                                            | -1                                                                    |                                                                       |
| 26-10-1952                                                            | Stoccolma                                                             | Svezia                                                                | 1 – 1                                                                 | Italia                                                                | Amichevole                                                            | -1                                                                    |                                                                       |
| 28-12-1952                                                            | Palermo                                                               | Italia                                                                | 2 – 0                                                                 | Svizzera                                                              | Coppa Internazionale                                                  | -                                                                     |                                                                       |
| 26-4-1953                                                             | Praga                                                                 | Cecoslovacchia                                                        | 2 – 0                                                                 | Italia                                                                | Coppa Internazionale                                                  | -2                                                                    |                                                                       |
| Totale                                                                |                                                                       | Presenze                                                              | 9                                                                     |                                                                       | Reti                                                                  | -10                                                                   |                                                                       |